# Max Karli
Max Karli é um produtor cinematográfico suíço. Como reconhecimento, foi nomeado ao Oscar 2017 na categoria de Melhor Filme de Animação por Ma vie de Courgette.